# Larisa Ilcenko
Larisa Ilcenko (n. 18 noiembrie 1988, Volgograd, RSFS Rusă, URSS) este o înotătoare ce a reprezentat Rusia, medaliată olimpică. A participat la o ediție a Jocurilor Olimpice (2008) în care a câștigat o medalie de aur.

## Participări
Lista de mai jos prezintă principalele competiții la care a participat Larisa Ilcenko de-a lungul carierei.
- swimming at the 2008 Summer Olympics – women's marathon 10 kilometre[*]